# 胡安·何塞·阿雷奧拉
胡安·何塞·阿雷奥拉·苏尼加（西班牙語：Juan José Arreola Zúñiga，發音：[xwan xoˈse aˈreola ˈsuɲiɣa]；1918年9月21日—2001年12月3日）是墨西哥的作家、編輯、學者。他被視為其中一名最早脫離現實主義的拉丁美洲作家，在墨西哥中創作實驗性短篇小說的一名先驅，為當地文壇的一眾作家帶來啟示。

## 生平
阿雷奧拉生於古斯曼城。父母分別為菲利佩·阿雷奧拉（Felipe Arreola）及維多利亞·蘇尼加（Victoria Zúñiga），他在十四名兄弟中排行第四。他自三歲於哈利斯科州的聖弗朗西斯科學校（西班牙語：Colegio de San Francisco）求學，並開始建立對文學的興趣。並從1930年起便進行裝訂工作。15歲時他已閱讀了波特萊爾、惠特曼、路德維希、乔瓦尼·帕皮尼、马塞尔·施沃布等人的著作。
1937年往墨西哥城於美術學院（西班牙語：Escuela Teatral de Bellas Artes）進修，曾受教於費爾南多·瓦格納。他曾為籌集學費做過各種工作，包括為XEQ電台劇集擔任演員。
1939年作為演員與哈维尔·比利亚乌鲁蒂亚共事。同年離開美術學院，替劇作家鲁道夫·乌西利工作。往塞拉亞未成事後，他於1940年8月回到古斯曼城，翌年便在雜誌《El vigía》發表了他第一篇作品《聖誔節之夢》（西班牙語：Sueño de Navidad）。他亦承認這篇作品是受到俄國作家安德列耶夫的影響。
1941那一年他也多次到墨西哥城，並因此而得了腸道感染及便秘的毛病；這更引起了困擾其終生的神經緊張。而留在古斯曼城時，他除了寫作外亦有劇團和中學授課的工作。
1943年的《他活着的時候行了善事》（西班牙語：Hizo el bien mientras vivió）是他的成名作。同年他到了瓜達拉哈拉，在恩里克·阿雷奧拉引薦下結識報章《El Occidental》的贊助人豪爾赫·迪普（Jorge Dipp），並展開合作，直至1945年的兩年間為該報章寫作。
1944年，演員路易·茹韋在一法國殖民地的邀請下抵達哈利斯科。阿雷奧拉作為其崇拜者拜訪了他，並在其幫助下，於1945年獲得資助暫往巴黎，並欣賞了多場戲劇表演。期間，阿雷奧拉結識了让-路易·巴罗及皮埃尔-奥古斯特·雷诺阿，然而由於抑鬱及氣候問題，他於翌年決定回國。回國後，他在安東尼奧·阿拉托雷的推薦下於經濟文化基金擔任翻譯、編輯、校訂。翻譯的作品包括阿爾弗雷德·梅特羅的《復活節島》、喬治·薩杜爾的《電影：其歷史及技巧》、加斯东·巴蒂及路易·沙旺斯的《戲劇藝術》、埃米爾·馬勒的《12至18世紀宗教藝術》。同時間他亦於墨西哥學院任職，直至被經濟文化基金解聘之後。
1956年，他收到一份管理由墨西哥國立自治大學資助的劇團的提案。他稱其為「誦詩」（西班牙語：Poesía en voz alta），並計劃其演出费德里戈·加西亚·洛尔卡、歐仁·尤內斯庫、奥克塔维奥·帕斯等人的作品。此劇團冀「揉合傳統與創新，回歸戲劇述說的本質而不犠牲視覺的美感，只摒棄時行有違嚴肅的元素。」他也受時任大學校長内伯·卡里略·弗洛雷斯所邀，接手1959年9月15日創立的湖屋（當時為重要的文化中心，舉行開放公眾的詩作、音樂、藝術電影的相關活動），直至校長1961年解任而遭撤換。及後他致力於國家藝術總局戲劇學院和墨西哥作家中心的教育工作，亦曾受邀往古巴的文化機構美洲之家。
1964年起他也成為了墨西哥國立自治大學的教授。
其晚年一直受腦積水困擾，至2001年於家中病逝。其妻莎拉·桑切斯（Sara Sánchez）亦於同年逝世，當時他們的三名子女（Claudia、Orso、Fuensanta）及六名孫子女仍在世。

## 書目
阿雷奧拉的作品受马塞尔·施沃布、胡利奥·托里、卡夫卡、喬瓦尼·帕皮尼、波赫士、波特萊爾等作家的影響，文字精煉深刻，亦經常在寫作中揉合小說、詩、散文等體裁。他「發展出創作小說的新方法，其文字營造對比、運用寓言、穿插於理性與描象之間，其諷刺隱於其中而不言明。」阿雷奧拉亦自覺其文字精煉，並指出他人性的刻劃是借助「軼事以反映其品德及缺陷，該軼事成為記錄人的細末的惟一託詞。」其作品多具有強烈的幻想色彩，然而他亦有如《鐵路扳道工》等反映出其對現實世界的觀察的作品。
其小說常着眼於個體，描寫其孤立、寂寞、與人的共處及無法實現的愛情。評論家認為他的作品「從青年的理想形象到女性駭人、誇張的描述及異化、痛苦、死亡的象徵，可見愛情為其中心主題。」對女性的這種表現使他亦如朱利奥·托里般被貼上厭女的標籤。

### 長篇小說
- 《集市》（西班牙語：La feria，1963）[24]
  - 作家唯一的長篇小說，被認為「概括了其創作的風格及主題。」[25]此作由288則片段組成小說的整體，每個片段皆能獨立閱讀。[26]當中場景參照古斯曼城，藉不同人物的聲音表達對剝削的抨擊；而這種以片段構成小說的創作手法亦有內莉·坎波貝洛（英语：Nellie Campobello）的《弹药带（英语：Cartucho）》及儒勒·雷納爾的《胡蘿蔔鬚（英语：Poil de carotte）》等先例。[27]弹带

### 短篇小說
- 《京特·施塔彭霍斯特》（西班牙語：Gunter Stapenhorst，1946）
  - 當時作家出版的小冊子，收錄了《欺騙》（西班牙語：El fraude）與《金特·施塔彭霍斯特》（Gunther Stapenhorst）；前者為19世紀寫作故事的模式，後者則較創新，能視作短篇小說、具虛構成分的散文、杜撰的傳記甚至訃告來閱讀。[28]後者的內容是關於希特勒時期的一名德國建築師，同時也充斥作者對文學、電影、戲劇等藝術題材的研究。[29]其後作者一直未將此收錄於其作品中，直至1998年才讓其在《墨西哥圖書館》期刊再出版。[28]
- 《几种臆想》（西班牙語：Varia invención，1949）[24]
  - 作家的第一本書。書名來自路易斯·德·貢戈拉-阿爾戈特的十四行詩《種種幻想》（西班牙語：varia imaginación），本書顯示出作家與西班牙黃金時代文學的對話。[30]另外，亦可見到朱利奥·托里及埃弗伦·埃尔南德斯（西班牙语：Efrén Hernández (poeta)）這些近代文學的痕跡。[31]
- 《寓言集锦》（西班牙語：Confabulario，1952）[24]
  - 關於本書作家自言：「這是我以自己的方式化解一系列的影響和創作風格所作的嘗試。」他意圖沉澱文字，摒棄多餘的材料、手法，直至所餘下的能被視為純粹。「當我將數頁的文字精煉為半頁，便感到滿意了。」[32]
- 《回文》（西班牙語：Palíndroma，1971）
- 《動物集》（西班牙語：Bestiario，1972）
  - 書中共23篇，各自描述一種動物；從這些描述中能看出對人性的比喻或諷刺。[33]評論家觀察到以動物作寓言的傳統由伊索到拉封丹、格林兄弟、安徒生，直至近代文學中儒勒·雷納爾的《博物志》。[32]

### 散文
- 《教育一詞》（西班牙語：La palabra educación，1973）
  - 豪爾赫·阿圖羅·奧赫達（Jorge Arturo Ojeda）整理阿雷奧拉的言詞，包括一些非正式演講、訪談、其他錄音和口述的速記等而成書。這些言詞反映了阿雷奧拉對人生、文字、年輕人的種種看法，以及對教育、文化、人的進步等議題的關注。[34]
- 《現在，那女人…》（西班牙語：Y ahora, la mujer...，1975）
- 《庫存》（西班牙語：Inventario，1976）
  - 阿雷奧拉為《墨西哥太陽報》撰文的選粹。該專欄題為《從太陽到太陽》（西班牙語：De sol a sol），由1975年2月8日到1976年12月10日連載。書中收錄了150篇文字，於專欄停刊不久便即出版。[35]

## 編輯

### 《厄俄斯》
阿雷奧拉與阿圖羅·里瓦斯（Arturo Rivas）共同創立的月刊，《厄俄斯：哈利斯科文學雜誌》（西班牙語：Eos, Revista Jalisciense de Literatura），首發於1943年7月30日。這雜誌受到瓜達拉哈拉大學及其他個人贊助。
雜誌共出版了四期，皆分為兩部分：筆記（西班牙語：Notas）為新書評論，布告（西班牙語：Noticias）則刊登文化和文學的研討會、工作坊、課程、會議等信息。其創刊號即出版了阿雷奧拉的故事《他活着的時候行了善事》；8月30日的第二期則有諾爾·里瓦斯·塞恩斯（Noel Rivas Sainz）的作品及對何塞·雷韦尔塔斯新書《人類的喪服》的評論；9月30日的第三期為對已故的曼努埃爾·馬丁內斯·瓦拉德茲（Manuel Martínez Valadez）的作品的六篇評論；10月31日的第四期包括埃德蒙多·巴埃斯（Edmundo Báez）的作品及阿雷奧拉的十篇愛情十行詩，後者為其少數詩作之一。
此後，雜誌因缺乏適合文章、合作者、資金而停刊，但仍因重要作家的參與而成為重要刊物，尤其是阿雷奧拉由此開始成名。

### 《潘》
1945年6月至11月，阿雷奧拉與安東尼奧·阿拉托雷合作文學雜誌《潘：文學雜誌》（西班牙語：Pan, Revista de Literatura）於瓜達拉哈拉的出版，首發於6月1日。此雜誌亦是由個人贊助，沒有廣告或訂閱收入。
其創刊號包括阿雷奧拉的《小說片段》（西班牙語：Fragmentos de una novela）及阿圖羅·塞恩斯（Arturo Sainz）的作品；7月2日的第二期刊登了胡安·魯爾福的《我們分到了土地》，使其嶄露頭角；8月的第三期有阿雷奧拉的《皈依基督教的人》（西班牙語：El converso）；9月1日的第四期刊登了拉蒙·洛佩斯·貝拉爾德的詩作；10月1日的第五期包括了保羅·瓦勒里的《給朋友的信》；而至11月的第六期時由於阿雷奧拉已抵法國，雜誌由安東尼奧·阿拉托雷及胡安·魯爾福主編，刊登了後者的《馬卡里奧》及阿雷奧拉的《給一個補壞鞋子的鞋匠的信》（西班牙語：Carta a un zapatero que compuso mal unos zapatos）、《一首十四行詩》（西班牙語：Un soneto）。

### 《當代的人》
《當代的人》（西班牙語：Los Presentes）由阿雷奧拉與阿方索·雷耶斯合作於1950至1953年及1954至1957年連載，紀念墨西哥的一位排印師、編輯伊格納西奧·昆普利多。阿雷奧拉希望在此收錄年輕作家以及成名作家的作品，以呈現文壇流動的全景。當中第二輯僅在三年間發行了71冊，其出版的重要文章包括胡利奧·科塔薩爾的《遊戲的終結》以及卡洛斯·佩利塞尔、埃莱娜·波尼亚托夫斯卡的作品。阿雷奧拉惟一的戲劇作品，以帝國大廈的撞機事件為主題的《每個人的時間》（西班牙語：La hora de todos，1954）亦在此發表。

### 《獨角獸》系列
阿雷奧拉主編的《獨角獸筆記》（西班牙語：Cuadernos del Unicornio）自1958年6月28日至12月30日連載。當時它於馬德羅書店（西班牙語：Librería Madero）及波魯瓦書店等銷售，但並非以營利為目的。其包括了何塞·埃米利奥·帕切科、埃利亞斯·南迪諾的作品；另外亦有曾參與《當代的人》的作家，如詩人愛德華多·里薩爾德及鲁文·博尼法斯·努尼奥等等再次參與。
同時，阿雷奧拉亦出版了《獨角獸：隨筆筆記》（西班牙語：El Unicornio, Cuadernos de ensayo）、《獨角獸之書》（西班牙語：Libros del Unicornio）及其他相關書冊。他十分注意其格式及設計，並使之具各種變化。《隨筆筆記》只有三期，但涵蓋了埃克托爾·阿薩爾、卡洛斯·索洛薩諾等重要劇作家。

### 《文體》
《文體》（西班牙語：Mester）是從阿雷奧拉的文學工作坊衍生的刊物，首發於1964年5月，第一年開始為三月刊，其後則遇到困難而不定期連載。直至1967年共發行12期，包括埃爾莎·克羅斯、埃爾娃·馬西亞斯、豪爾赫·阿圖羅·奧赫達、何塞·阿古斯丁等的作品。除了期刊外，阿雷奧拉亦以《文體》出版了三本書，包括荷西·阿古斯丁的小說《墳墓》，以及吉列尔莫·费尔南德斯·加西亚和愛德華多·罗德里格斯·索利斯（Eduardo Rodríguez Solís）的作品。

## 影視
1967年，阿雷奧拉在亞歷杭德羅·霍多羅夫斯基執導的電影《凡多和莉丝》中飾演「帶着書的優雅男子」。然而該電影因過具爭議性而在墨西哥遭禁演。
1970年，他受特萊維薩所邀，為當屆國際足協世界盃擔任評論員。70年代末特萊維薩亦為他安排了一個具文學色彩的節目，然而由於收視過低而在後來取消。80年代他透過墨西哥電視組織經營了另一節目《接近》（西班牙語：Aproximaciones），並受評論及公眾的歡迎，推許為墨西哥電視的最佳文化節目。在1990年9月Izzi電信邀請他拍攝《阿雷奧拉及其世界》（西班牙語：Arreola y su mundo），該節目亦有大量觀眾，共拍了119集；節目中阿雷奧拉詳談其寫作熱情，以及其欣賞的作家如普魯斯特、波赫士、拉蒙·洛佩斯·貝拉爾德，另外亦談論運動、下棋等競技活動、對人生的看法和其朋友等等。於1992年夏季奧林匹克運動會他再次受特萊維薩所邀擔任評論員。

## 評語
賈西亞·馬奎斯（哥倫比亞作家、1982年諾貝爾文學獎得主）：「我向你（菲德爾·卡斯楚）介紹胡安·何塞·阿雷奧拉，他是我最喜歡的作家，除了我自己之外。」
胡里奧·科塔薩爾（阿根廷作家）：「（阿雷奧拉）種下了其言辭之樹。」
豪爾赫·路易斯·波赫士（阿根廷作家）：「我認為自己不相信自由意志，但如果我必須用一個非其本人名字的詞來指代胡安·何塞·阿雷奧拉……那個詞，我有把握地說，便是『自由』。無限想象力的自由，以明澈的智慧引導着。」又：「有着可疑及頑固的民族主義的時代中，胡安·何塞·阿雷奧拉輕視歷史、地理和政治環境，將目光投向宇宙及其廣闊的可能。」
奧克塔維奧·帕斯（墨西哥詩人、1990年諾貝爾文學獎得主）：「《動物集》那些小段的文字已臻完美。」

## 獎項

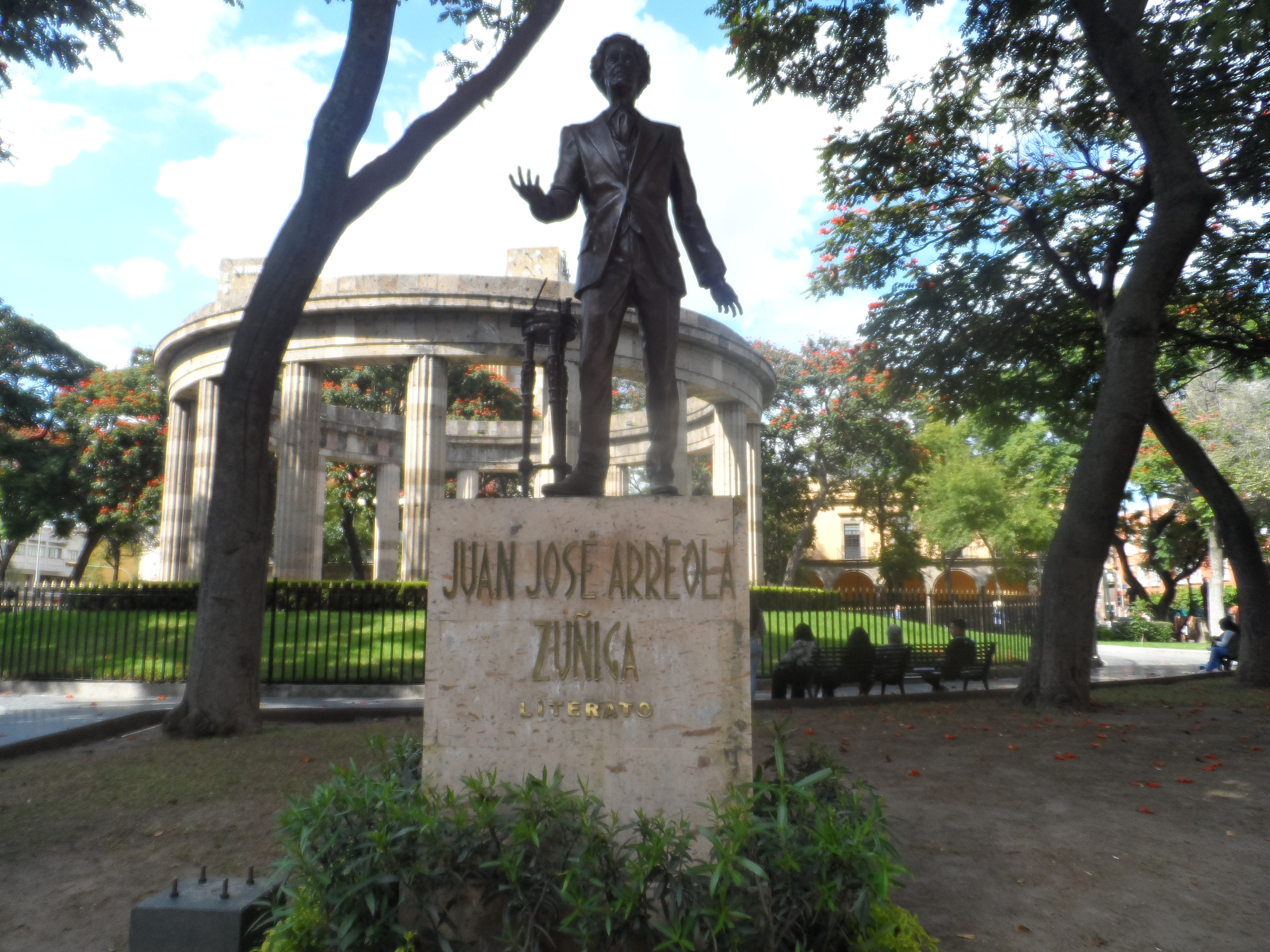
瓜達拉哈拉圓堂紀念碑旁阿雷奧拉的雕像

- 哈利斯科文學作品獎[54]（1953年因《寓言集》獲獎）
- 國家藝術總局戲劇節獎[54]（1955年因《每個人的時間》獲獎）
- 薩維爾·比亞烏魯蒂亞獎[54]（1963年因《集市》獲獎）
- 藝術與文學勳章[54]（1976年）
- 國家新聞獎[54]（1977年）
- 國家藝術與科學獎[55]（1979年）
- 哈利斯科文學獎[56]（1989年）
- 胡安·魯爾福文學獎[57]（1990年）
- 瓜達拉哈拉國際書展文學獎[56]（1992年，當時名為胡安·魯爾福拉丁美洲及加勒比文學獎）
- 阿方索·雷耶斯獎[56]（1995年）
- 拉蒙·洛佩斯·貝拉爾德獎[56]（1998年）

## 指控
阿雷奧拉遭兩人指控他對其施以性暴力。墨西歌作家埃莱娜·波尼亚托夫斯卡（生於1932）在她2019年的小說《波蘭情人》中透露自己於1954年被阿雷奧拉強暴；當時後者對她有着亦師亦友的關係，而她亦多次到其家中探訪他。據波尼亚托夫斯卡所述，她其後懷孕，翌年生下第一名兒子伊曼紐爾，但他從未被阿雷奧拉所認。另外墨西歌作家、鋼琴家蒂塔·瓦倫西亞（生於1938）亦曾於1976年針對他提出性暴力指控，並撰書《彌諾陶洛斯之戰》描述其在1960年代的經歷。以回應這些指控，阿雷奧拉的兒子公開多封信件，嘗試證明其父與她們的關係是各方情願的。波尼亚托夫斯卡在1956年的來信中以「親愛的胡安·何塞」稱呼，當中亦有「現在重要的是你那些小孩，不是這個嬰兒…我很好，將來亦會很好」等內容；而瓦倫西亞則在信中則以「善良」（西班牙語：bueno）形容阿雷奧拉，並為其改變的態度而請求原諒。波尼亚托夫斯卡則回應稱這只是她關心其子女。

### 腳注
1. ↑  Encyclopedia.
2. ↑  Resource Guide 2008，第25頁.
3. ↑  Arreola 2005，第47頁.
4. ↑  Carballo 1986，第442頁.
5. 1 2  Carballo 1986，第450頁.
6. ↑  Arreola 1998，第45頁.
7. ↑  Arreola 1998，第96頁.
8. ↑  Torres 2004，第34頁.
9. ↑  Torres 2004，第41頁.
10. ↑  Arreola 1998，第170頁.
11. ↑  Rosado & Castañón 2008，第28頁.
12. ↑  Granados.
13. ↑  Rosado & Castañón 2008，第296頁.
14. ↑  Rosado & Castañón 2008，第301頁.
15. ↑  Torres 2004，第68頁.
16. ↑  El Imparcial 2.
17. ↑  New York Times.
18. 1 2  Cruz 2000.
19. ↑  Carballo 1986，第173頁.
20. ↑  Carballo 1986，第480頁.
21. ↑  Menton 2010，第438頁.
22. ↑  Carballo 1986，第469頁.
23. ↑  Carballo 1969，第26頁.
24. 1 2 3  王先霈. . . 中国湖北: 长江文艺出版社. 1991. ISBN 9787535404688. OCLC 27233035 （中文（中国大陆））.
25. ↑  Carballo 1986，第483頁.
26. ↑  Valadés 1993，第136頁.
27. ↑  Zavala 2004，第164頁.
28. 1 2  Vázquez 2012.
29. ↑  Martínez 2003.
30. ↑  Rosado & Castañón 2008，第38頁.
31. ↑  Domínguez Michael 2007，第40頁.
32. 1 2  Carballo 1986，第457頁.
33. 1 2 3 4 5  上海譯文 2017.
34. ↑  Durand.
35. ↑  Mata 2002，第161-170頁.
36. 1 2  Arreola 1998，第204頁.
37. ↑  Pereira 2004，第166頁.
38. 1 2  Mata 2003，第13頁.
39. ↑  Pereira 2004，第365頁.
40. ↑  Rosado & Castañón 2008，第32-33頁.
41. ↑  Rosado & Castañón 2008，第32頁.
42. 1 2  Ihrie & Oropesa 2011，第48頁.
43. ↑  Torres 2004，第63頁.
44. ↑  Domínguez Michael 2007，第311頁.
45. ↑  Rosado & Castañón 2008，第70-71頁.
46. ↑  Mata 2003，第101頁.
47. ↑  Arreola 1998，第359-364頁.
48. ↑  Mata 2003，第119頁.
49. ↑  Mata 2005，第205頁.
50. ↑  IMDB.
51. ↑  Rosenbaum 1991，第93頁.
52. ↑  Gómez Haro 2002，第21-23頁.
53. ↑  Biografia.
54. 1 2 3 4 5  Arreola 1998.
55. ↑  Cronica.
56. 1 2 3 4  Rodenas 2014.
57. ↑  El Sol.
58. ↑  Sin Embargo.
59. ↑  El Heraldo.
60. ↑  El Imparcial.

### 文獻
- . USAD Press. 2008.
- Arreola, Juan José. . México: Fondo de Cultura Económica. 2005.
- Arreola, Orso. . México: Editorial Diana. 1998.
- . （原始内容存档于2009-04-15）.
- Carballo, Emanuel. . Madrid: Alianza Editorial. 1969.
- Carballo, Emanuel. . México: Ediciones del Ermitaño/ SEP. 1986.
- Cruz, Ana. . México: Ediciones Cal y Arena/ Arte y Cultura en Movimiento. 2000  [2020-07-05]. （原始内容存档于2020-09-10）.
- . 2019-11-26  [2020-07-13]. （原始内容存档于2020-07-15）.
- Domínguez Michael, Christopher. . México: Conaculta. 2007.
- Durand, Mercedes.  (PDF).   [2020-07-07]. （原始内容存档 (PDF)于2015-12-08）.
- . El Heraldo. 2019-12-12  [2020-07-13]. （原始内容存档于2019-12-30）.
- . El Imparcial. 2019-12-12  [2020-07-13]. （原始内容存档于2021-01-25）.
- . El Imparcial. 2019-12-12  [2020-07-14]. （原始内容存档于2020-07-14）.
- . El Sol de México. 2018-09-21  [2020-07-13]. （原始内容存档于2020-07-15）.
- .   [2020-07-13]. （原始内容存档于2021-01-16）.
- Gómez Haro, Claudia. . México: D.F.: Alfaguara. 2002.
- Granados, Pável. .   [2020-07-14]. （原始内容存档于2020-07-14）.
- Ihrie, Maureen; Oropesa, Salvador A. . America: ABC-CLIO. 2011.
- .   [2020-07-14]. （原始内容存档于2021-04-16）.
- Martínez, José Luis. . Letras Libres. 2003-07-31  [2020-07-06]. （原始内容存档于2015-12-08）.
- Mata, Óscar.  (PDF). Tema y variaciones de literatura. 2002-12  [2020-07-07]. （原始内容存档 (PDF)于2015-12-08）.
- Mata, Óscar. . México: Conaculta. 2003.
- Mata, Óscar. . Tema y variaciones de literatura. 2005-06  [2020-07-09]. （原始内容存档于2020-07-09）.
- Menton, Seymour. . México: D.F.: Fondo de Cultura Económica. 2010.
- . The New York Times. 2011-12-09  [2020-07-14]. （原始内容存档于2020-07-14）.
- Pereira, Armando.  2. México: UNAM. 2004.
- Rodenas, Domingo. . Barcelona: RBA Libros. 2014.
- Rosado, Juan Antonio; Castañón, Adolfo. . México: D.F.: Fondo de Cultura Económica. 2008.
- Rosenbaum, Jonathan. . Boston: Da Capo Press. 1991.
- . Sin Embargo. 2019-12-12  [2020-07-13]. （原始内容存档于2021-01-27）.
- Torres, José Alejandro. . México: Grupo Editorial Tomo. 2004.
- Valadés, Edmundo. . México: Asociación Nacional de Libreros A. C. 1993.
- Vázquez, Felipe. . Revista Crítica. 2012-04-09  [2020-07-06]. （原始内容存档于2017-11-13）.
- Zavala, Lauro. . México: D.F.: Nueva imagen. 2004.
- . 上海譯文（公众号）. 上海译文出版社. 2017-06-26  [2020-07-06]. （原始内容存档于2023-05-21）.

## 外部連結
- 薛萬提斯學院的網頁 （页面存档备份，存于）
- 作家生平
- eNotes （页面存档备份，存于）
- 作家短篇小說
- 大英百科全書的介紹 （页面存档备份，存于）
- 作家專題影片 （页面存档备份，存于）
- 胡安·何塞·阿雷奧拉在互联网电影资料库（IMDb）上的資料（英文）